# Digitogenina
La digitogenina es el espirostano obtenido por hidrólisis de la saponina digitonina.